# Энели, Эмека
Чуквуэмека Сомто Укачи Энели (англ. Chukwuemeka Somto Ukachi Eneli; 18 октября 1999, Лансинг, Мичиган, США) — американский футболист, полузащитник клуба «Реал Солт-Лейк» и сборной США.

## Биография

### Ранние годы и университетский футбол
Энели родился в Лансинге, штат Мичиган, в семье иммигрантов из Нигерии, но, когда ему было восемь лет, его семья переехала в Даблин, штат Огайо. Он учился в старшей школе Даблин Коффман, где один год играл за школьную футбольную команду. С 2012 по 2017 год также тренировался в академии клуба «Коламбус Крю». Затем провёл сезон в команде «Огайо Премьер» возрастной категории до 19 лет, которой помог завоевать чемпионский титул Элитной национальной премьер-лиги в 2018 году, и был включён в символические сборные — всеамериканскую и Средне-западной конференции.
В 2018 году Энели поступил в Корнеллский университет, который окончил в 2022 году по специальностям «Биологическая инженерия» и «Бизнес». Играл за университетскую футбольную команду «Корнелл Биг Ред», являясь капитаном команды в последние два сезона. За четыре сезона в Национальной ассоциации студенческого спорта сыграл 60 матчей, забив 20 голов и отдав 17 голевых передач. В сезоне 2018 был назван новичком года в Лиге плюща и был включён во вторую символическую сборную Лиги плюща. В сезоне 2019 попал в почётные упоминания Лиги плюща. В сезоне 2021 был включён в первую символическую сборную Лиги плюща и вторую символическую сборную северо-восточного региона United Soccer Coaches. В сезоне 2022 был включён в первую символическую сборную Лиги плюща, первую символическую сборную северо-восточного региона United Soccer Coaches и вторую всеамериканскую символическую сборную United Soccer Coaches.
Во время учёбы в университете Энели также выступал в Лиге два ЮСЛ. Провёл сезоны 2019 и 2020 в клубе «Лайонсбридж», забив три гола в 16 матчах. Сезон 2022 провёл в клубе «Флинт Сити Бакс», сыграв 16 матчей в регулярном чемпионате и плей-офф, забив четыре гола и отдав одну голевую передачу.

### Клубная карьера
В декабре 2022 года Энели был допущен к участию в Супердрафте MLS 2023. 21 декабря он был выбран клубом «Реал Солт-Лейк» в первом раунде драфта под общим 25-м номером. 24 марта 2023 года клуб подписал с игроком контракт на сезон 2023 с опциями продления на сезоны 2024, 2025 и 2026. Его профессиональный дебют состоялся 25 марта в матче против «Сент-Луис Сити», в котором он вышел в стартовом составе. По окончании сезона 2023 «Реал Солт-Лейк» активировал опцию продления контракта с Энели на сезон 2024. 9 марта 2024 года в матче против «Колорадо Рэпидз» он забил свой первый гол в профессиональной карьере. 22 августа Энели продлил контракт с «Реал Солт-Лейк» до конца сезона 2028 с клубной опцией на сезон 2029. По итогам сезона 2024 Энели был признан самым ценным игроком «Реал Солт-Лейк». Начиная с четвёртого матча сезона 2025, главный тренер РСЛ Пабло Мастроени назначил Энели новым капитаном команды.

### Международная карьера
6 января 2025 года Энели был впервые вызван в сборную США, в ежегодный январский тренировочный лагерь, включавший товарищеские матчи со сборными Венесуэлы и Коста-Рики. 18 января в матче против Венесуэлы дебютировал за звёздно-полосатую дружину, выйдя на замену во втором тайме вместо Бенхамина Кремаски.

## Статистика выступлений

### Клубная статистика
| Выступление              | Выступление      | Выступление      | Лига | Лига | Плей-офф | Плей-офф | Кубок | Кубок | Континент | Континент | Итого | Итого |
| Клуб                     | Лига             | Сезон            | Игры | Голы | Игры     | Голы     | Игры  | Голы  | Игры      | Голы      | Игры  | Голы  |
| ------------------------ | ---------------- | ---------------- | ---- | ---- | -------- | -------- | ----- | ----- | --------- | --------- | ----- | ----- |
| Реал Солт-Лейк           | MLS              | 2023             | 21   | 0    | 2        | 0        | 5     | 0     | 3         | 0         | 31    | 0     |
| Реал Солт-Лейк           | MLS              | 2024             | 33   | 1    | 2        | 1        | 1     | 0     | 2         | 0         | 38    | 2     |
| Реал Солт-Лейк           | MLS              | 2025             | 8    | 0    | —        | —        | —     | —     | 2         | 0         | 10    | 0     |
| Реал Солт-Лейк           | Итого            | Итого            | 62   | 1    | 4        | 1        | 6     | 0     | 7         | 0         | 79    | 2     |
| Реал Монаркс (фарм-клуб) | MLS Next Pro     | 2023             | 1    | 0    | —        | —        | —     | —     | —         | —         | 1     | 0     |
| Всего за карьеру         | Всего за карьеру | Всего за карьеру | 63   | 1    | 4        | 1        | 6     | 0     | 7         | 0         | 80    | 2     |

Источники: Transfermarkt, Soccerway, Football Database EU.

### Международная статистика
| Команда | Год   | Игры | Голы |
| ------- | ----- | ---- | ---- |
| США     |       |      |      |
| 2025    | 2     | 0    |      |
| Всего   | Всего | 2    | 0    |

Источник: National Football Teams.